# Daphne jezoensis
Daphne jezoensis är en tibastväxtart som beskrevs av Carl Maximowicz. Daphne jezoensis ingår i släktet tibaster, och familjen tibastväxter. Inga underarter finns listade i Catalogue of Life.

## Bildgalleri

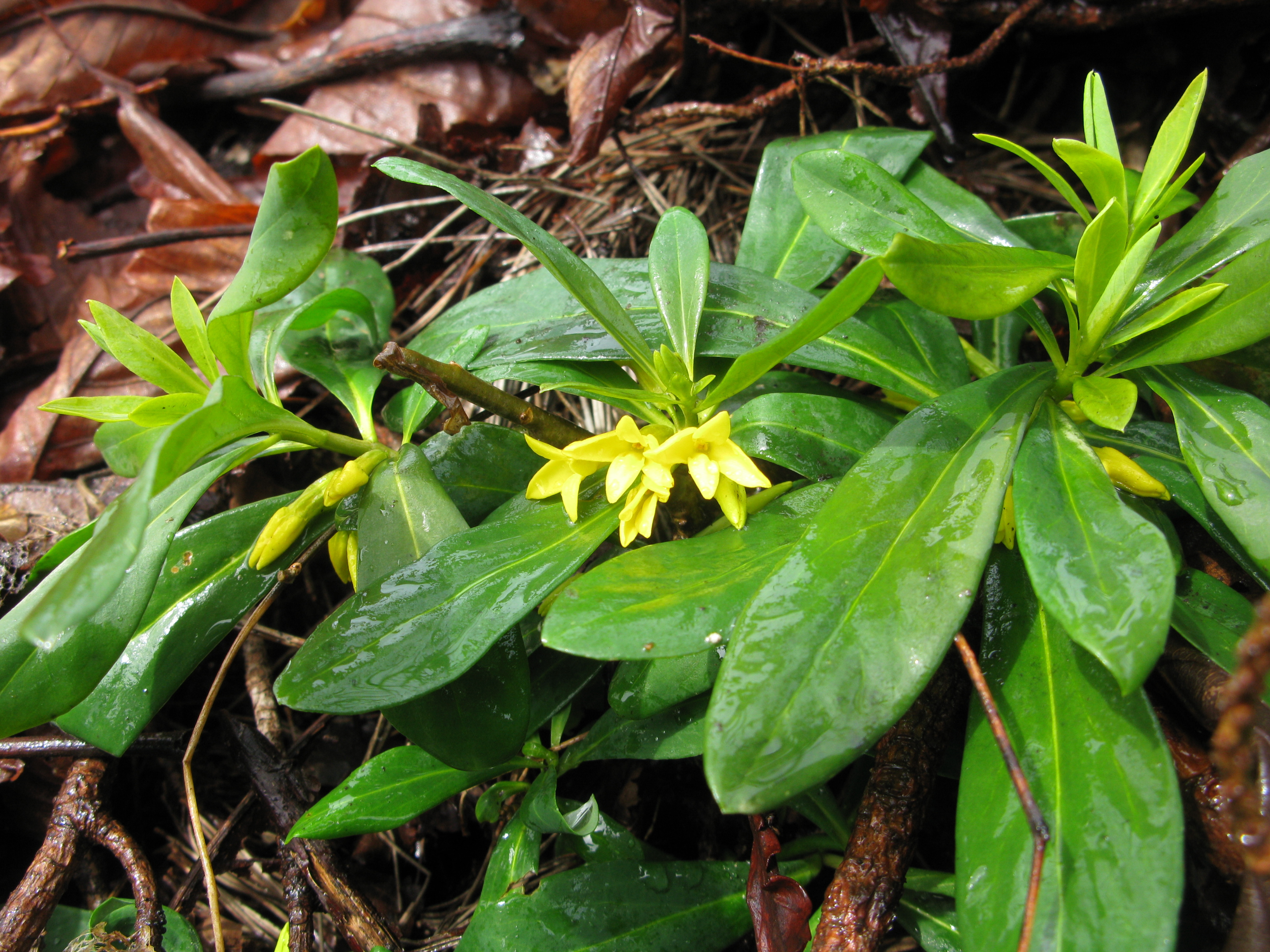
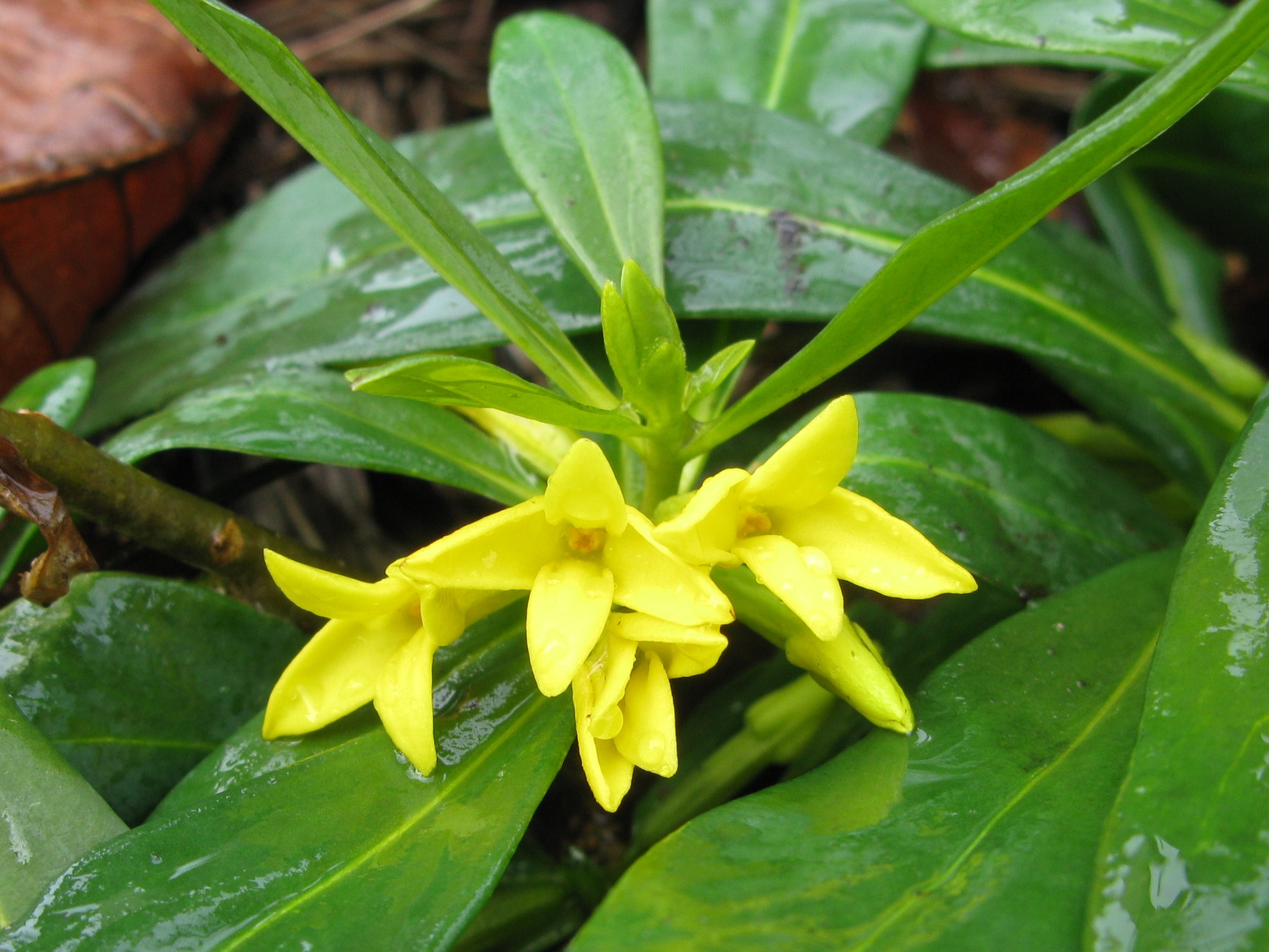
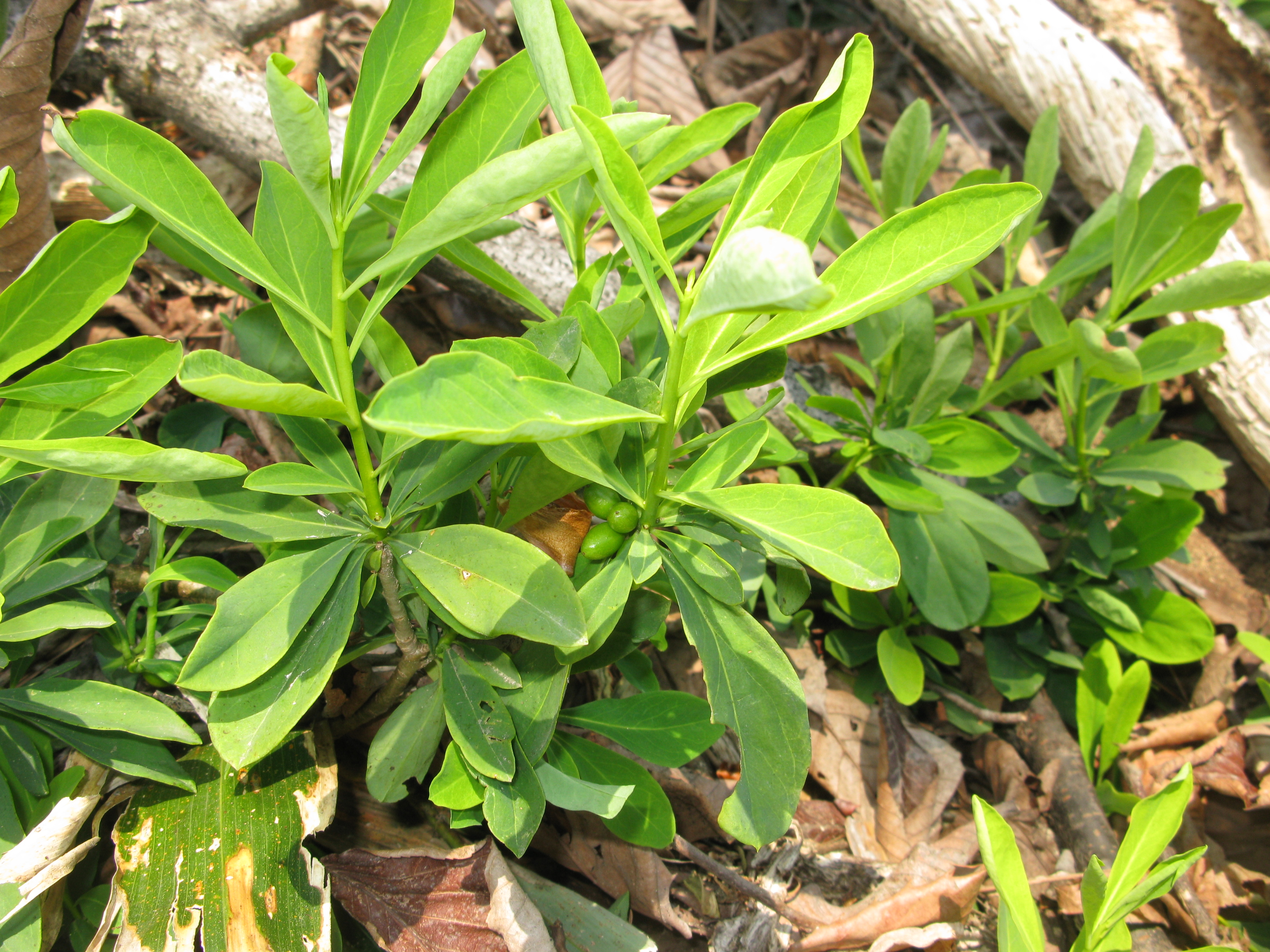
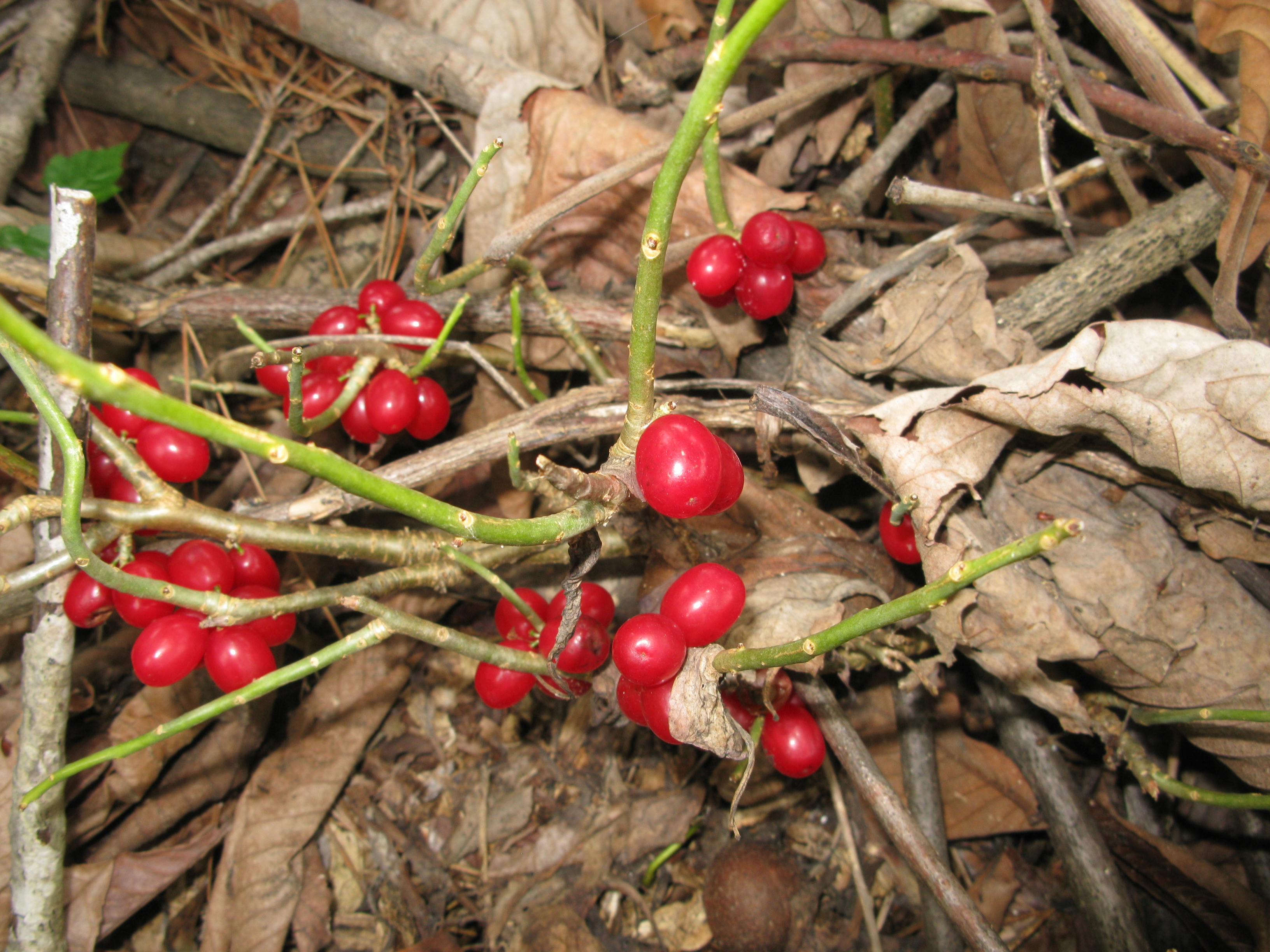
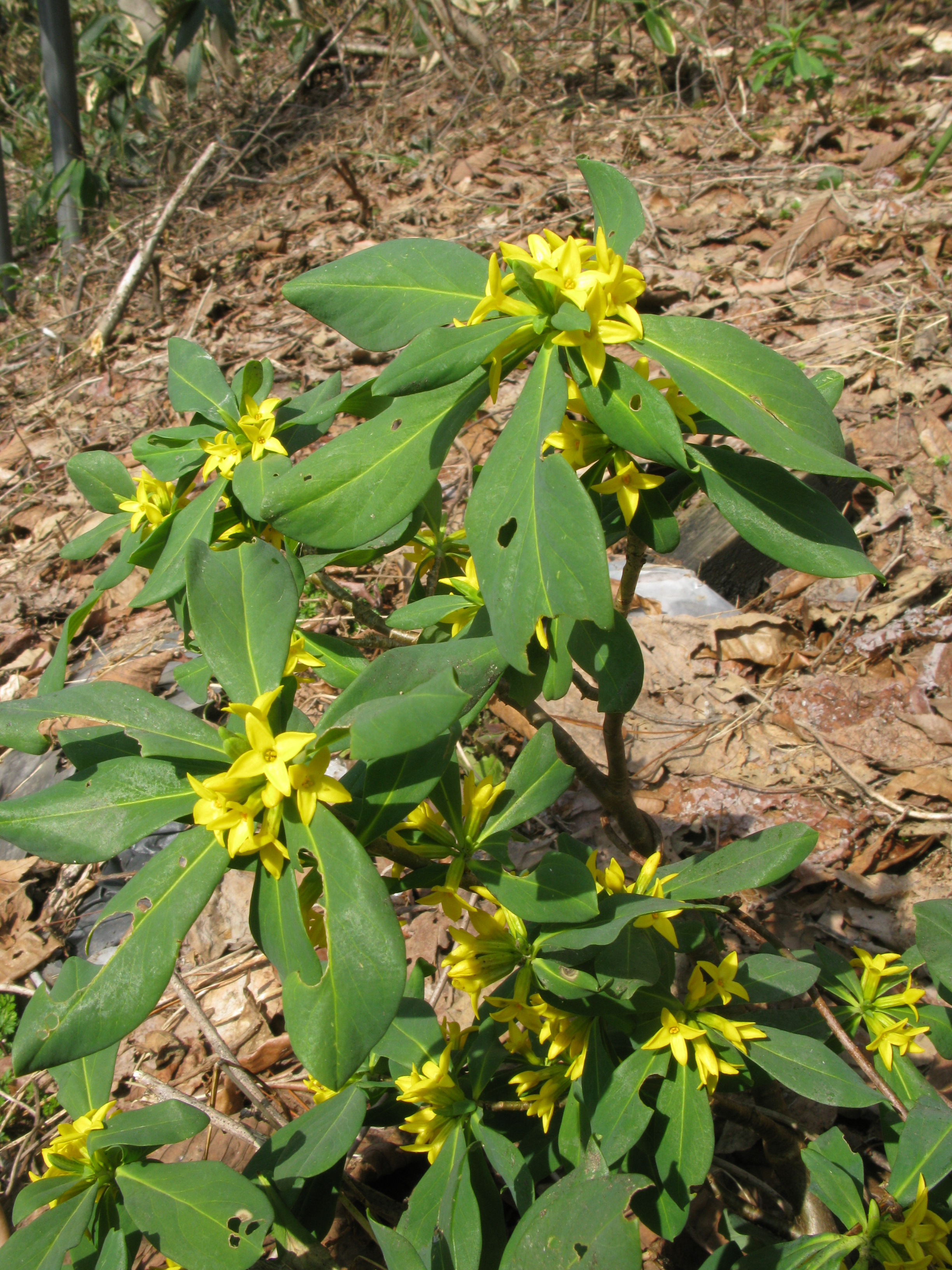
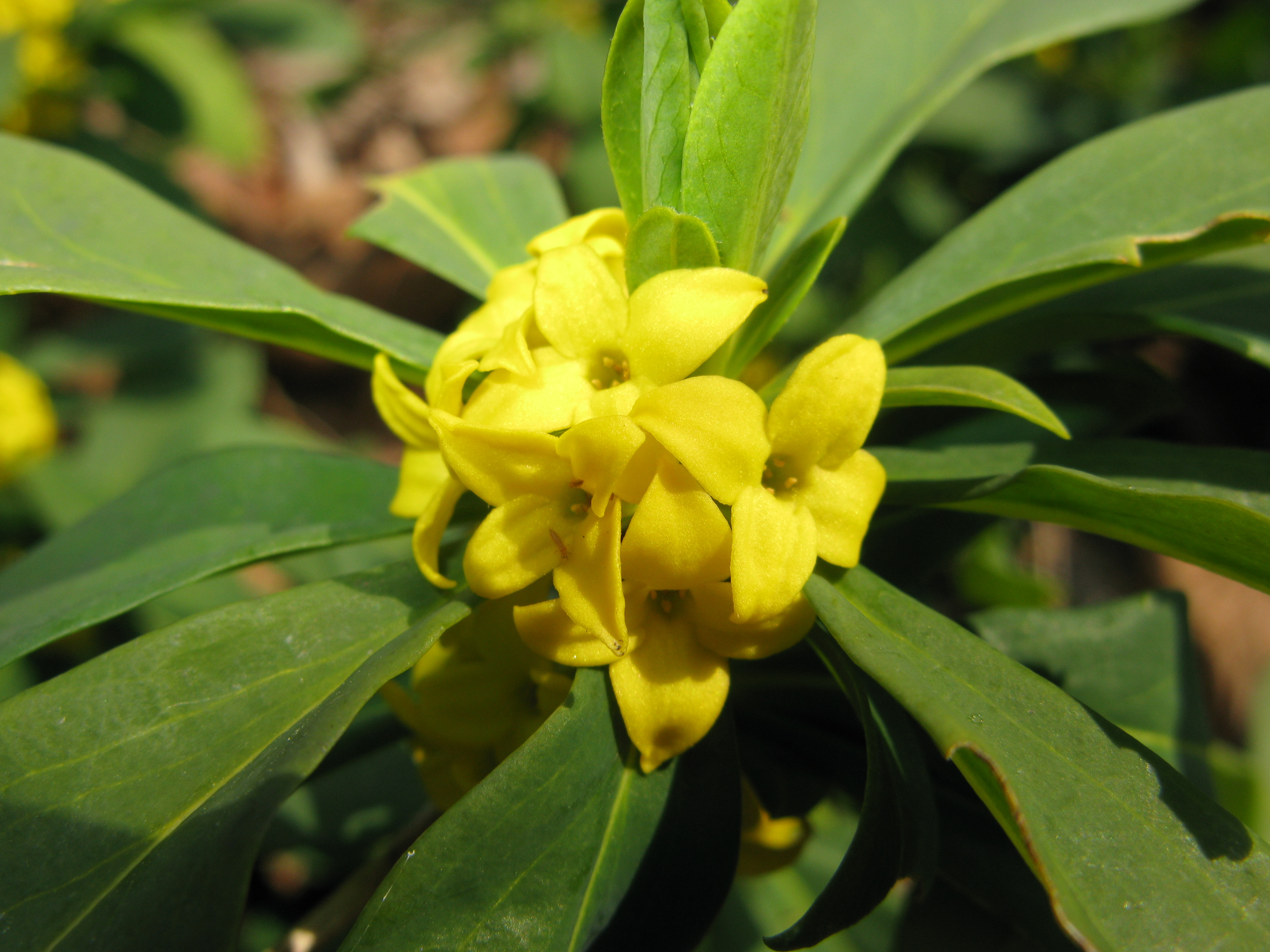